# Robitzboden
Robitzboden ist eine Ortschaft und eine Katastralgemeinde der Gemeinde Reinsberg im Bezirk Scheibbs in Niederösterreich.

## Geschichte
Laut Adressbuch von Österreich waren im Jahr 1938 in Robitzboden ein Binder, ein Gastwirt und zahlreiche Landwirte ansässig.

## Siedlungsentwicklung
Zum Jahreswechsel 1979/1980 befanden sich in der Katastralgemeinde Robitzboden insgesamt 102 Bauflächen mit 30.895 m² und 29 Gärten auf 76.006 m², 1989/1990 gab es 101 Bauflächen. 1999/2000 war die Zahl der Bauflächen auf 210 angewachsen und 2009/2010 bestanden 160 Gebäude auf 303 Bauflächen.

## Bodennutzung
Die Katastralgemeinde ist landwirtschaftlich geprägt. 542 Hektar wurden zum Jahreswechsel 1979/1980 landwirtschaftlich genutzt und 281 Hektar waren forstwirtschaftlich geführte Waldflächen. 1999/2000 wurde auf 520 Hektar Landwirtschaft betrieben und 302 Hektar waren als forstwirtschaftlich genutzte Flächen ausgewiesen. Ende 2018 waren 501 Hektar als landwirtschaftliche Flächen genutzt und Forstwirtschaft wurde auf 297 Hektar betrieben. Die durchschnittliche Bodenklimazahl von Robitzboden beträgt 25,3 (Stand 2010).